# 青岛城市学院
青岛城市学院，原名青岛理工大学琴岛学院，是位于中华人民共和国山东省青岛市城阳区的一所民办普通高等学校。

## 历史
2004年，青岛理工大学琴岛学院成立。是由青岛理工大学按新机制、新模式设立的本科层次普通高校，是经教育部批准设立的全国首批、青岛首家规范化独立学院。
2020年12月24日，教育部发展规划司发布《关于拟同意设置本科高等学校的公示》，拟定同意青岛理工大学琴岛学院转设为民办普通高等学校青岛城市学院。2021年2月2日，经中华人民共和国教育部批准，原属青岛理工大学管理的独立学院青岛理工大学琴岛学院脱离该校管理，并转设为民办普通高等学校青岛城市学院，由青岛盛世华侨教育管理有限公司全资持有。

## 校园
学院位于青岛崂山风景区的北麓，学院规划占地1060亩，校舍建筑面积40.4万平方米，包括教学楼、图书馆、实验楼、实训基地、学生公寓、学生餐厅、标准化运动场、室内体育馆、音乐广场和其他教学生活设施等。纸本文献111万余册，电子图书30万余种，电子期刊近1万种。教学仪器设备总值1.6亿元。学院下设土木工程系、机电工程系、计算机工程系、会计系、经贸系、建筑系、艺术系、外语系8个系和基础部、公共英语教学部、体育部3个部以及国际交流中心。目前设置32个本科专业和21个专科专业，其中涵盖理、工、商、文、经等学科门类。在校生16390多人，教职工1349多人。 

## 院系设置
学院设置了17个本科专业和16个专科专业，涵盖工、管、文、经、艺五大学科门类。